# Évacuation de la population civile de Gibraltar pendant la Seconde Guerre mondiale

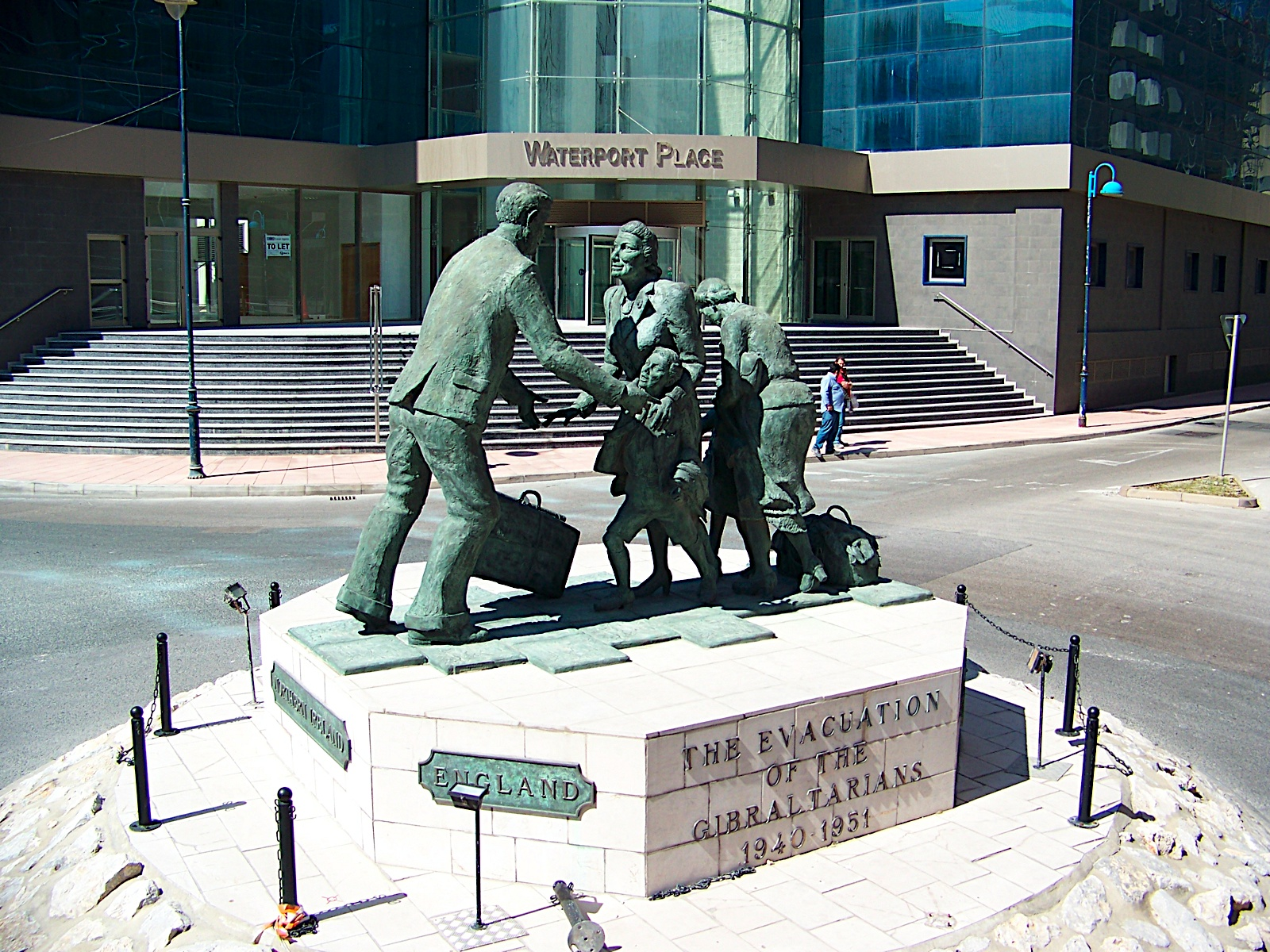
Monument en mémoire des Gibraltariens évacués pendant la Seconde Guerre mondiale sur rond-point à N Mole Road à Gibraltar.

L'évacuation de la population civile de Gibraltar pendant la Seconde Guerre mondiale fut un événement qui changea radicalement la vie des habitants de Gibraltar. La décision du gouvernement britannique d'évacuer massivement la colonie de la Couronne de Gibraltar fut prise afin d'augmenter la résistance du Rocher en disposant de personnel militaire. Cela impliquait que la plupart des habitants de Gibraltar (certains pour une période qui allait durer jusqu'à dix ans) n’eurent plus de « chez eux ». Seuls les civils ayant des fonctions essentielles furent autorisés à rester, mais cela donna à toute la communauté le sentiment d'être « britannique » en partageant l'effort de guerre.

## Casablanca
Au début de juin 1940, environ 13 500 personnes furent évacuées sur Casablanca au Maroc français. Cependant, après la capitulation des Français face aux armées allemandes à la fin juin 1940, le nouveau gouvernement de Vichy français pro-allemand estima embarrassante la présence de personnes évacuées de Gibraltar à Casablanca et chercha des opportunités pour s’en débarrasser. L'occasion surgit bientôt lorsque 15 cargos britanniques arrivèrent sous le commandement du commodore Crichton, rapatriant 15 000 soldats français qui avaient été sauvés lors de l'évacuation de Dunkerque. Une fois les militaires débarqués, les navires furent internés jusqu'à ce qu'ils acceptent d’embarquer toutes les personnes évacuées. Bien que Crichton ne put obtenir l’autorisation de nettoyer et reconstituer les stocks de ses navires (et contrairement aux ordres de l'Amirauté britannique qui interdisaient l’embarquement sur des évacués), quand il vit la masse de civils sur les quais, il ouvrit ses passerelles d'embarquement. Tout récemment, la flotte britannique avait détruit un certain nombre de navires de guerre français à Mers el-Kébir, afin de les empêcher de se retrouver aux mains des Allemands. L'attaque avait couté la vie à 1 297 marins français et conduit à de fortes tensions, qui furent évidentes lorsque les familles furent contraintes à la baïonnette par les troupes françaises à embarquer en ne prenant que ce qu'ils pouvaient porter, laissant de nombreux biens derrière eux.

## Retour à Gibraltar
Lorsque les évacués arrivèrent à Gibraltar, le gouverneur, Sir Clive Liddell, ne leur permit pas de débarquer, craignant qu'une fois que les personnes évacuées seraient de retour sur le Rocher, il serait pratiquement impossible de les évacuer une deuxième fois. Des groupes se sont réunirent dans le square John Mackintosh au centre de Gibraltar lorsque la nouvelle fut connue, des allocutions furent prononcées et deux conseillers municipaux accompagnés par le président par intérim de la Bibliothèque de la bourse et du commerce allèrent voir le gouverneur (Sir Clive Liddell) pour lui demander que les personnes évacuées puissent être autorisées à mettre pied à terre. Après avoir reçu des instructions de Londres, un débarquement provisoire fut autorisé tant que les évacués réembarqueraient lorsque d'autres navires arriveraient pour les évacuer du Rocher, et le 13 juillet la ré-évacuation vers Gibraltar fut achevée.

## Départ pour Londres et Madère

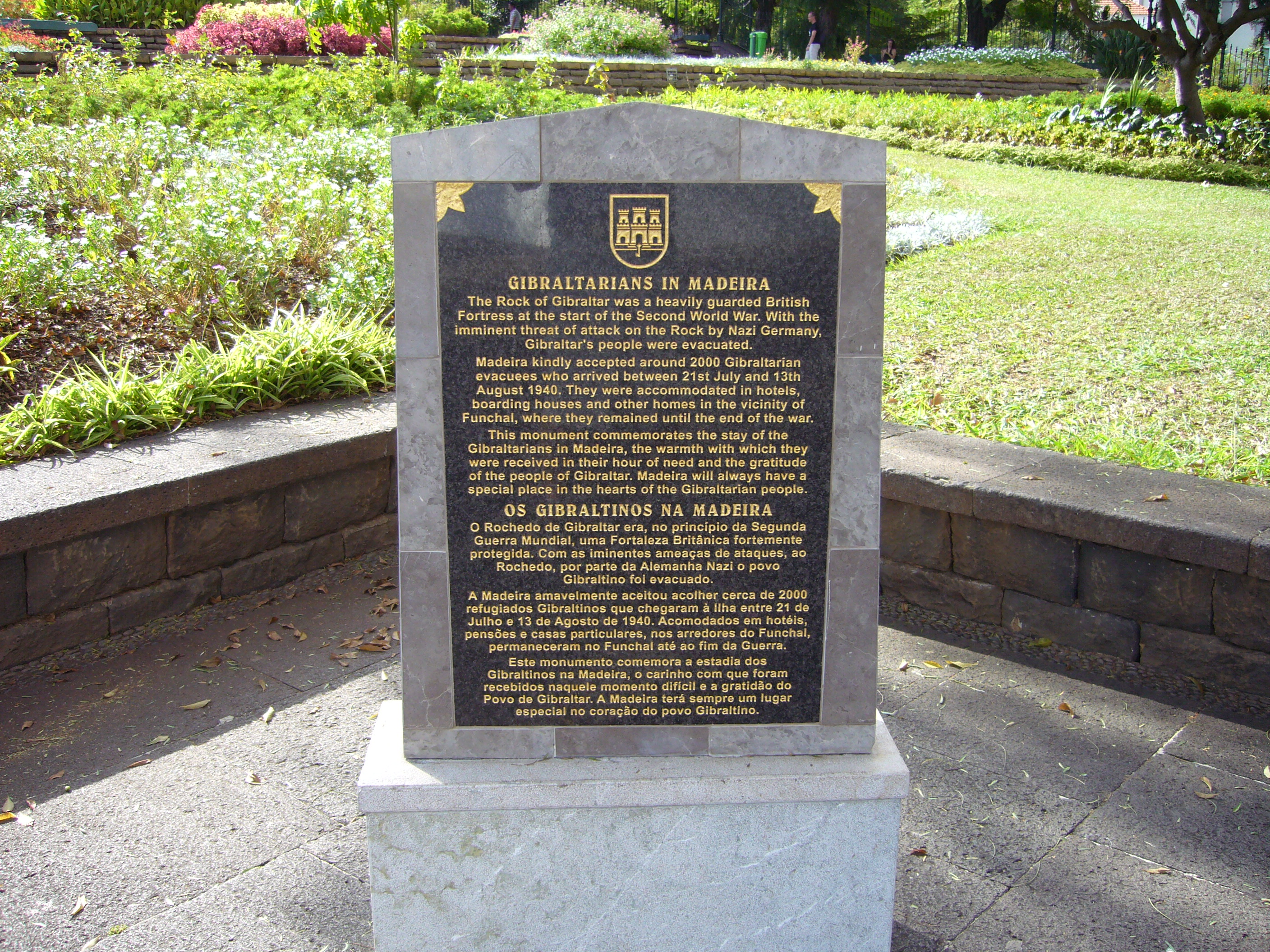
Mémorial commémorant les évacués Gibraltariens à Madeira

Le politicien conservateur britannique Oliver Stanley décida d'accepter les personnes évacuées au Royaume-Uni, mais il discuta avec Gibraltar sur le nombre de personnes impliquées. Le gouverneur avait, selon lui, évalué le nombre de personnes évacuées à d'abord 13 000, puis 14 000 et enfin 16 000. Il demanda que la situation soit clarifiée, en soulignant la pénurie de logements en Grande-Bretagne et en insistant que seuls 13 000 personnes pourraient être acceptés, dont 2 000 devait être envoyé sur l'île portugaise de Madère dans l’Atlantique. La situation, répondit général Liddell le 19 juillet, « est qu'il s'agi[sai]t d'une forteresse de nature à lutter et à faire face à une attaque immédiate et il ne devrait pas y avoir de civils alors qu'il y a[vait] 22 000. 13000 [était] le nombre envoyé au Maroc, et plus aurait été envoyés si la situation là-bas ne s’était pas modifié ». À Londres, les personnes évacuées furent placés dans les mains du ministère de la Santé, et beaucoup furent logés dans le quartier de Kensington. Le souci pour ceux resté à Gibraltar était que les raids aériens contre Londres s’intensifiaient, couplé avec l'arrivée des lettres déchirantes, décrivant les circonstances dans lesquelles les personnes évacuées vivaient.

## La Jamaïque

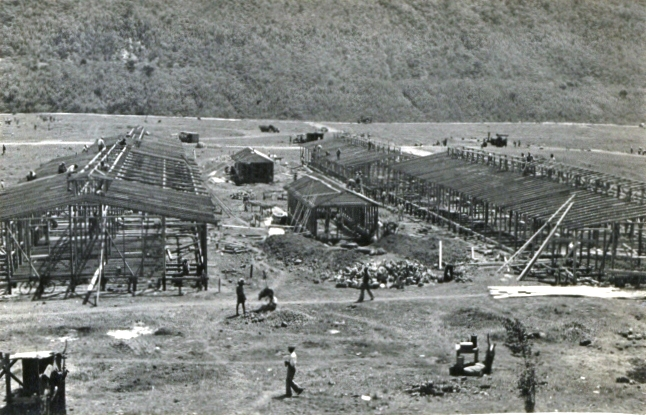
Construction des bâtiments en Jamaïque

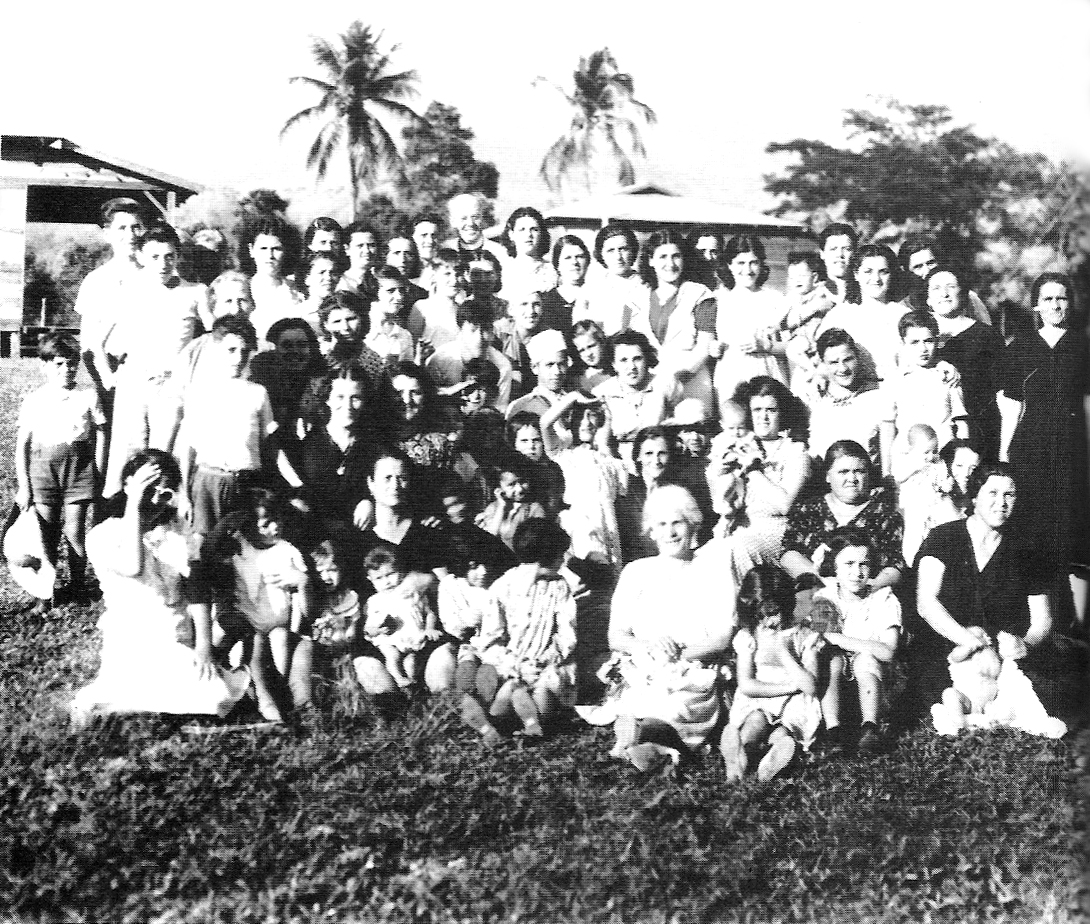
Un groupe de Gibraltariens au camp des évacués de Gibraltar en Jamaïque lors de l'évacuation de la Seconde Guerre mondiale.

En septembre, des rumeurs circulaient déjà parmi les évacués, et à Gibraltar, que la possibilité de ré-évacuer les habitants de Gibraltar une fois de plus était évoquée, cette fois, la destination étant la Jamaïque, dans les Caraïbes. Après bien des tergiversations, il fut décidé d'envoyer une partie directement à partir de Gibraltar vers l'île, et 1 093 personnes évacuées embarquèrent directement pour la Jamaïque, le 9 octobre, d’autres suivant plus tard. Cependant des pétitions suivies et les demandes furent satisfaites, en partie pour des raisons stratégiques et par manque de navires. La situation à la fin de 1940, était donc qu'environ 2 000 personnes évacuées étaient en Jamaïque et un nombre moindre à Madère, et le restant de l'ordre de 10 000 personnes dans la région de Londres. Le camp où ils se trouvaient avait été conçu uniquement pour accueillir 7 000, mais la population de Malte avait refusé d'être déplacée à la Jamaïque et les autorités voulaient utiliser la capacité inutilisée comme un camp de prisonniers de guerre ou de caserne pour la milice locale. La discipline dans le camp était très stricte avec les résidents seulement être autorisés à sortir avec les trams locaux de 8 heures à 22 heures et les Jamaïcains pouvaient recevoir une amende s'ils entraient dans le camp. Cependant, le camp connut des événements sociaux et du jardinage, mais il y avait discussion animée avec les habitants de Gibraltar qui ne voulait pas prendre leur repas en commun.

## Rapatriement
La capitulation de l'Italie en septembre 1943 leva toutes les objections au retour des personnes évacuées sur la Rocher. En conséquence, un conseil de réinstallation fut créée en novembre, et lors d'une réunion du conseil le 8 février 1944, les priorités de rapatriement furent finalement établies. Le 6 avril 1944, le premier groupe de 1 367 rapatriés arriva à Gibraltar directement depuis le Royaume-Uni et le 28 mai, un premier rapatriement quitta Madère, et à la fin 1944 seulement 520 personnes évacuées non prioritaires était encore sur l'île.
À Londres, les accueillants déposaient des réclamations à propos de l'hébergement en temps de guerre des personnes évacuées et 500 habitants de Gibraltar furent ré-évacués vers l'Écosse et 3 000 dans des camps en Irlande du Nord. Bien que le gouverneur, le lieutenant général Sir Nöel Mac Farlane, se soit vaillamment battu au nom des personnes évacuées et n’accepta pas le manque de logement comme une raison suffisante pour les retards, en 1947, il y avait encore 2 000 personnes dans les camps d'Irlande du Nord. Le dernier rapatrié ne retourna pas sur le Rocher qu’en 1951.

## Héritage
Les Gibraltariens aujourd'hui se souviennent de l’évacuation avec une statue de Jill Sanders Cowie située sur l'un des principaux ronds-points. En 2009, les députés de Gibraltar se rendirent à l'église de Notre-Dame des Douleurs à Fulham pour remercier l'église pour le soutien qu'elle avait apporté aux personnes évacuées à Londres. Plus de 100 bébés sont nés en Jamaïque et le camp qu'ils occupaient a été transformé en une partie de l'Université des Indes occidentales après la guerre.

## Pour en savoir plus
- (en) Thomas James Finlayson, The Fortress Came First : Story of the Civilian Population of Gibraltar During the Second World War, Grendon (GB), Gibraltar Books, 1991, 245 p. (ISBN 0-948466-12-X)

- (en) Cet article est partiellement ou en totalité issu de l’article de Wikipédia en anglais intitulé « Evacuation of the Gibraltarian civilian population during World War II » (voir la liste des auteurs).